# کوه بوکا
بوکاسان (به ژاپنی: 仏果山 Bukka) در استان کاناگاوا و در کوهستان تانزاوا، نزدیک ده کیوکاوامورا (清川村) قرار دارد و یکی از کوه‌های تشکیل دهندهٔ رشته کوه‌ بوکا محسوب می‌شود. ارتفاع این کوه ۷۴۷ متر است.

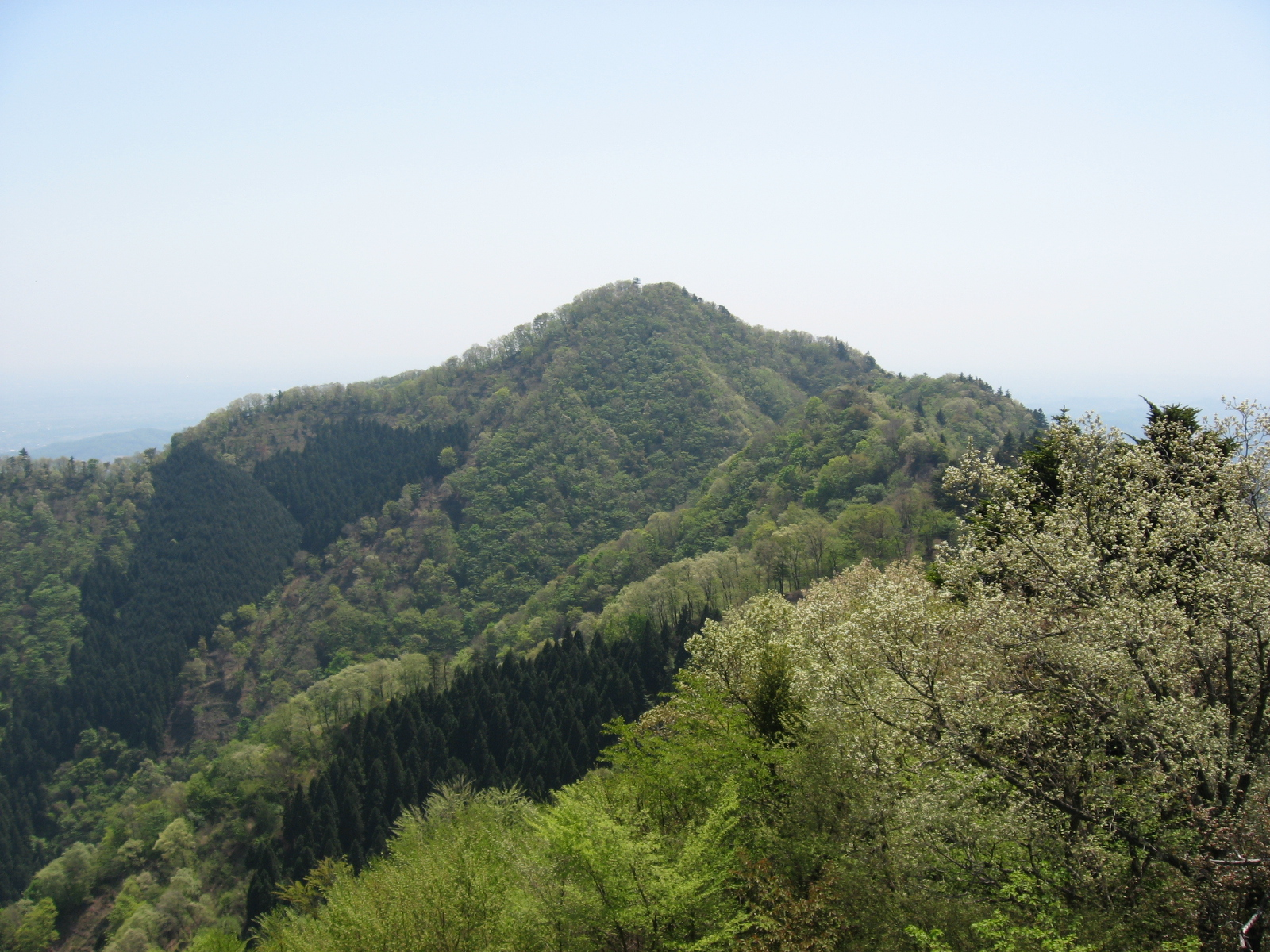
کوه بوکا (仏果山).

## نگارخانه

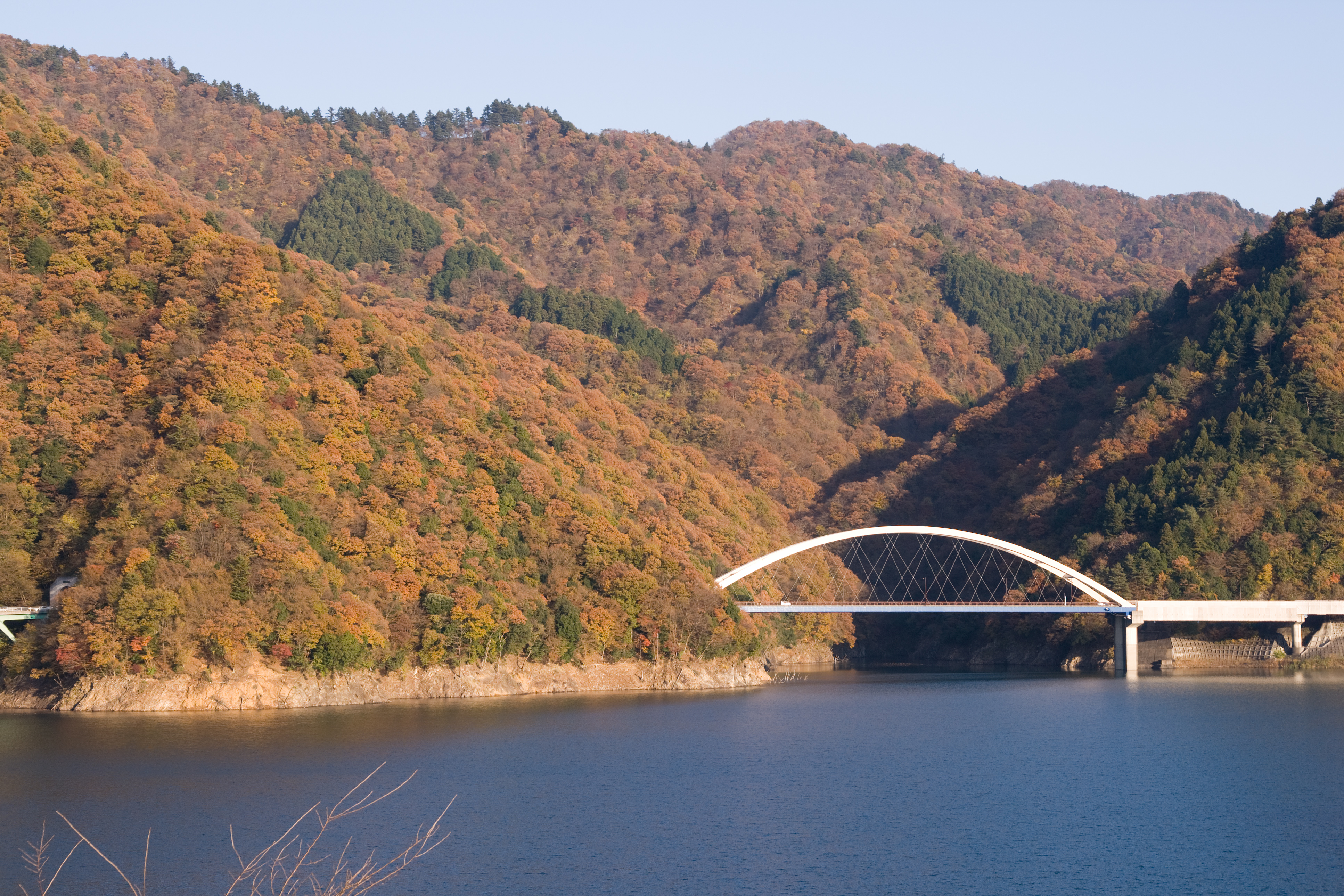
کوه بوکا (仏果山) از زاویه دید دریاچه میاگاسه.
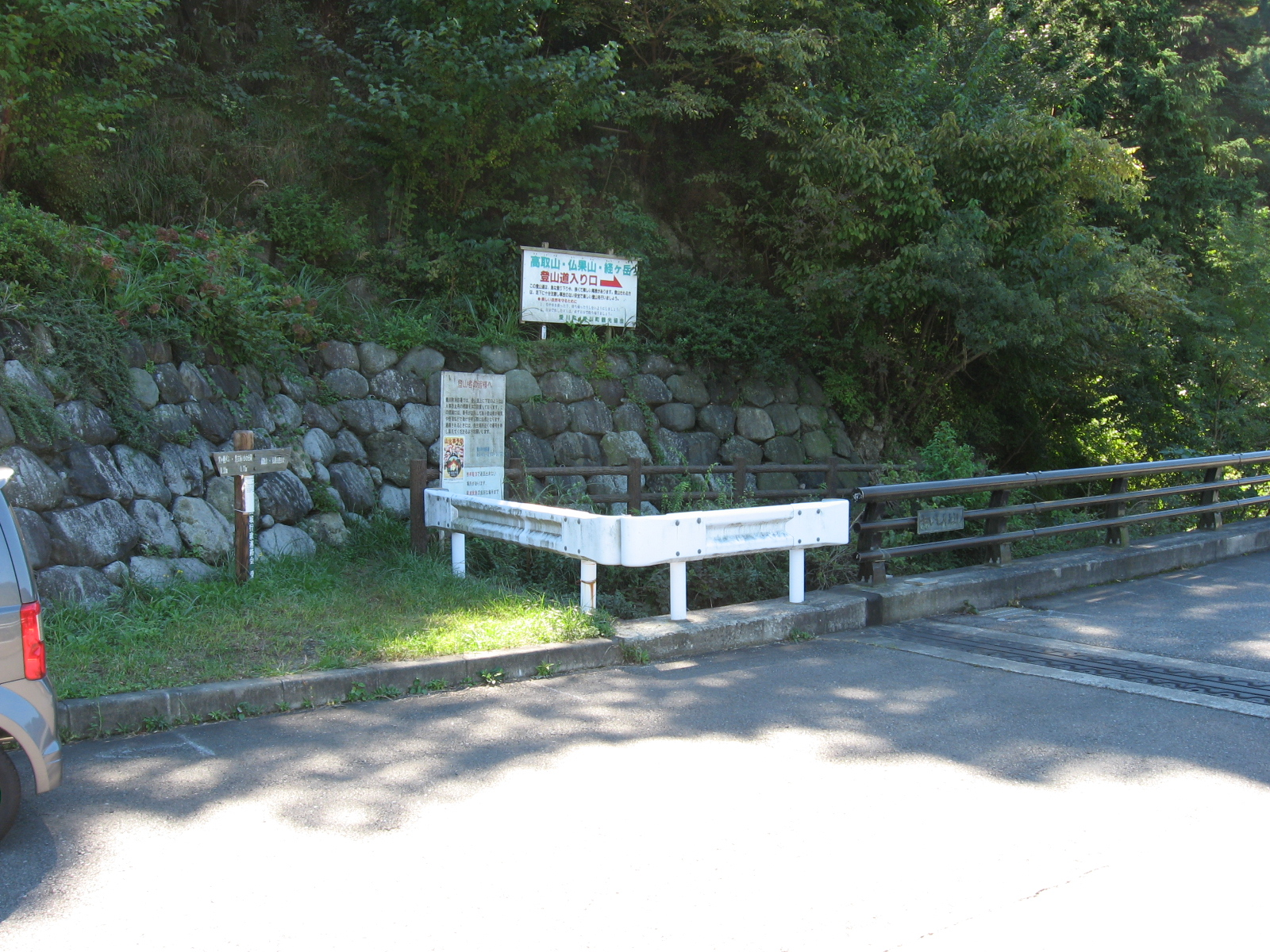
پارکینگ عمومی کوه بوکا.